# James Spithill
James Spithill (Sídney, Australia, 28 de junio de 1979) es un regatista australiano. 
Se convirtió en el patrón más joven de la historia de la Copa América cuando se puso al mando del "Young Australia" en las Challenger Selection Series (Copa Louis Vuitton) de la Copa América de 2000. En la siguiente edición de la Copa América (2003) participó con el equipo OneWorld Challenge, eliminando al Luna Rossa en semifinales de la Copa Louis Vuitton antes de caer en la final frente al Oracle BMW. Su víctima en la edición de 2003, Francesco De Angelis, lo contrata para el equipo Luna Rossa Challenge en la edición 2007 y vencen al Oracle BMW antes de perder contra Team New Zealand. Entre ambas ediciones, en 2005, ganó el campeonato del mundo de match race y el de la clase Melges 24. En la Copa América de 2010 fue de nuevo contratado por el equipo al que había derrotado en la edición anterior, en este caso, el Oracle Challenge, ganando su primera Copa América contra el defensor de la Copa, el Alinghi. En la siguiente edición, en 2013 ganó su segunda Copa América como patrón del Oracle Challenge, esta vez en la posición de defensor de la Copa. 
En 2014 fue elegido Regatista Mundial del Año de la ISAF.
En la Copa América de 2017 repitió como patrón del defensor, el Oracle Challenge, pero en esa ocasión fue derrotado por el Team New Zealand, a quienes había vencido en 2013. 
En marzo de 2018 anunció que volvía al equipo Luna Rossa Challenge para disputar la Copa América de 2021.